# Myosotis latifolia
Myosotis latifolia é uma espécie de planta com flor pertencente à família Boraginaceae. 
A autoridade científica da espécie é Poir., tendo sido publicada em Encyclopédie Méthodique. Botanique, Supplément 4(1): 45. 1816.

## Portugal
Trata-se de uma espécie presente no território português, nomeadamente em Portugal Continental e no Arquipélago dos Açores.
Em termos de naturalidade é introduzida nas duas regiões atrás indicadas.

## Protecção
Não se encontra protegida por legislação portuguesa ou da Comunidade Europeia.